# Theodoros Kolokotronis
Theodoros Kolokotronis (grekiska: Θεόδωρος Κολοκοτρώνης), född 1770 på Peloponnesos (Morea), död 1843 i Aten, var en grekisk frihetskämpe från frihetskrigen 1821-1829. Han var en av ledarna för upproret på Peleponnesos och drev gerillakrigföring mot turkarna.

## Biografi
Theodoros Kolokotronis var son till en klefthövding och själv anförare för ett band armatoler på Peloponnesos, men nödgades 1806 fly till Joniska öarna, där han trädde i engelsk krigstjänst. I början av 1821 återvände Kolokotronis  till Peloponnesos. Han tog tillsammans med Petros Mauromichalis ledningen av upproret där efter att grekiska frihetskriget brutit ut och vann flera segrar. Med växande framgång växte också hans ambitioner. Han framtvang 1823 sin utnämning till högste befälhavare på Peloponnesos och blev andre man i verkställande rådet. Han gick snart över till öppna fientligheter mot styrelsen, besegrades och fördes i februari 1825 som statsfånge till Hydra. Efter några månader frigavs han dock för att i kriget användas mot Ibrahim pascha.

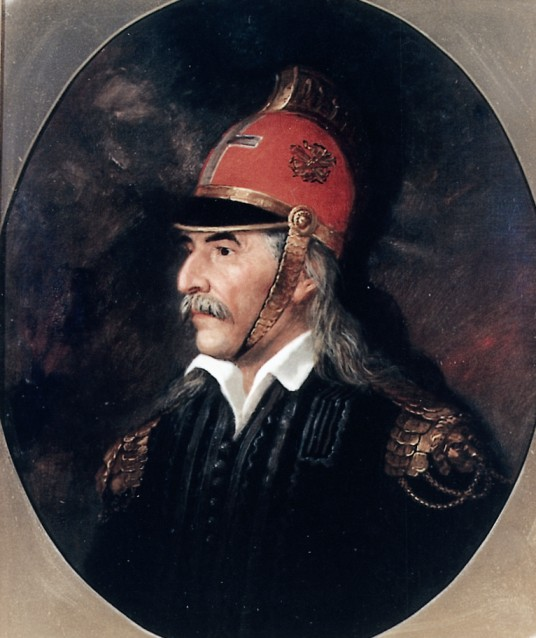
Theodoros Kolokotronis

År 1828 slöt Kolokotronis sig till presidenten Ioannis Kapodistrias och utnämndes åter till överbefälhavare på Peloponnesos samt besegrade 1830 de upproriska mainoterna. Som medlem av den grekiska interimsstyrelsen 1831, grep han till vapen mot sjumannaregeringen 1832, blev i januari 1833, strax före kung Ottos ankomst, slagen av den franska ockupationshären och fängslades 1834, som anstiftare av en sammansvärjning mot det bayerska regentskapet. Kolokotronis dömdes till döden, men då Otto själv tillträdde regeringen, l juni 1835, benådades Kolokotronis  efter press från opinionen. Han återfick sin rang som general och inkallades i statsrådet. Kolokotronis minnen (1770-1836) ha utkommit på grekiska 1846 och (i 2 bd) 1889 samt i enggelsk översättning av Edmonds, "K. the klepht and the warrior" (1892).

## Avkomma
Kolokotronis äldre son, Panos, biträdde 1824 sin fader i upproret mot regeringen, men stupade samma år utanför Tripolitsa. En yngre son, Gennaios Kolokotronis, fängslades 1834 som deltagare i faderns sammansvärjning. Han blev senare general och 8 juni 1862 ministerpresident, men störtades 23 oktober samma år. genom den revolution, som berövade konung Otto tronen. Han dog 4 juni 1868 som militärbefälhavare i Aten; hans minnen gavs ut 1856.